# Muriel Wheldale Onslow
Muriel Wheldale Onslow (Birmingham, 31 de março de 1880 — 19 de maio de 1932) foi uma bioquímica britânica.

## Biografia
Formou-se em botânica em Cambridge mas não recebeu nenhum diploma porque Cambridge não concedia diplomas a mulheres até 1948.
Em 1903 iniciou um estudo sobre a herança da cor das pétalas em Antirrhinum no laboratório de William Bateson em Cambridge.
Esse trabalho culminou na publicação de seu primeiro livro, The Anthocyanin Pigments of Plants.
Em 1914 entrou para o laboratório de bioquímica de Frederick Gowland Hopkins, onde continuou estudando os aspectos bioquímicos da cor das pétalas, cuja genética ela elucidou no laboratório de Bateson. Por combinar genética e bioquímica ela se tornou uma das primeiras bioquímicas geneticistas, abrindo caminho para profissionais como Edward Tatum e George Beadle.
Em 1919 casou-se com o bioquímico Victor Alexander Herbert Huia Onslow, segundo filho do quarto conde de Onslow. 
Foi uma das primeiras mulheres a ser nomeada professora na Universidade de Cambridge em 1926.

## Livros
- The Anthocyanin Pigments of Plants, 1916.
- Practical Plant Biochemistry, 1920.
- Principles of Plant Biochemistry, volume 1, 1931.